# كويوهارو غوتوغي
كويوهارو غوتوغي (Gotōge Koyoharu) (من مواليد 5 مايو 1989) هي فنانة مانغاكا يابانية، اشتهرت بسلسلة المانغا قاتل الشياطين(2016-2020). اعتبارًا من فبراير 2020، حقتت أكثر من 150 مليون نسخة متداولة (بما في ذلك النسخ الرقمية) ، مما يجعلها واحدة من سلسلة المانغا الأكثر مبيعًا على الإطلاق.

## أعمال
- Kagarigari (過狩り狩り؟) (2013) — One-shot
- Monju Shirō Kyōdai (文殊史郎兄弟؟) (2014) — One-shot published in شوئيشا's Jump Next!
- Rokkotsu-san (肋骨さん؟) (2014) — One-shot published in Shueisha's شونن جمب الأسبوعية.
- Haeniwa no Zigzag (蠅庭のジグザグ؟) (2015) — One-shot published in Shueisha's Weekly Shōnen Jump.
- قاتل الشياطين (鬼滅の刃 Kimetsu no Yaiba؟) (2016–2020) — Serialized in Shueisha's Weekly Shōnen Jump.
- Koyoharu Gotouge's Short Stories (吾峠呼世晴短編集 Gotōge Koyoharu Tanpenshū؟) (2019) — Collected volume of Gotouge's four one-shots published by Shueisha.

## روابط خارجية
- كويوهارو غوتوغي  في شبكة أخبار الأنمي